# Synchronicity Tour
Die Synchronicity Tour war eine weltweite Konzerttournee der britischen New-Wave-Band The Police zur Unterstützung ihres 1983 veröffentlichten, fünften Studioalbums Synchronicity.

## Hintergrund
Die Tournee begann am 23. Juli 1983 in Chicago, endete am 4. März 1984 in Melbourne und führte The Police mit insgesamt 105 Konzerten durch Nordamerika, Europa und Australien. Dies war die letzte Tour der Band als funktionierende Einheit und zugleich eine der umsatzstärksten Tourneen der 1980er Jahre.
Da Schlagzeuger Stewart Copeland und Gitarrist Andy Summers auf dem Album Synchronicity viel Hintergrundgesang beisteuerten, den sie aufgrund der Komplexität ihrer Schlagzeug- und Gitarrenparts nicht live reproduzieren konnten, wurde die Band auf der Bühne durch drei Backgroundsängerinnen – Michelle Cobb, Dolette McDonald und Tessa Niles – ergänzt. Dies war das zweite Mal, dass The Police mit zusätzlichen Musikern auf der Bühne zusammenarbeiteten (das erste Mal war der Einsatz einer Bläsergruppe während der vorherigen Ghost in the Machine Tour in den Jahren 1981 und 1982.)
Der große Erfolg der Tour und die damit verbundenen Erwartungen des Publikums – sie fand am Ende einer fünfjährigen Entwicklung statt, in der The Police vom Underground-Phänomen zum Weltstar aufgestiegen waren – setzten die Bandmitglieder stark unter Druck. „Ich war nie entspannt“, erinnerte sich Stewart Copeland später. „Ich hatte so große Angst. Und ich weiß, wie verrückt das für Leute klingen muss, die einen richtigen Job haben.“ Copeland bezeichnete jedoch die Show am 18. August im New Yorker Shea Stadium als Höhepunkt der „Policemania“: „Im Shea Stadium zu spielen war großartig, denn obwohl The Police eine englische Band ist und ich Londoner bin – ein amerikanischer Londoner –, fühlte es sich an, als würde ich Amerika erobern.“
Auch laut Sting war der Auftritt der Band im Shea Stadium der Höhepunkt ihrer Karriere: „Mir wurde klar, dass es nicht besser geht, dass man keinen höheren Berg besteigen kann. Das ist der Everest. Auf der Bühne habe ich entschieden: ‚Okay, das ist es, hier hört die Sache auf, für den Moment.‘“

## Liveaufnahmen
Die Auftritte vom 2. und 3. November 1983 in Atlanta wurden gefilmt und für ein Livealbum und eine Videoveröffentlichung aufgezeichnet. Unter dem Titel Synchronicity in Concert erschien 1984 der dabei entstandene Konzertfilm auf VHS. Regie führten dabei Godley & Creme, die bereits für die Regie aller Musikvideos zu den Singleauskopplungen von Synchronicity verantwortlich waren. Der Film wurde 2005 auf DVD wiederveröffentlicht. Die Audioaufnahmen der Konzerte wurden gemischt, erschien allerdings erst 1995 zusammen mit einem der ersten Auftritte der Band in Boston auf dem Live-Doppelalbum Live!. Das Album wurde von Andy Summers produziert.

## Setlist

### Beispiel-Setlist
- Voices Inside My Head
- Synchronicity I
- Synchronicity II
- Walking in Your Footsteps
- Demolition Man
- Walking on the Moon
- Oh My God
- De Do Do Do, De Da Da Da
- Wrapped Around Your Finger
- Tea in the Sahara
- Spirits in the Material World
- Hole in My Life (inkl. Fixing a Hole und Hit the Road Jack)
- Invisible Sun
- One World, Not Three
- King of Pain
- Don’t Stand So Close to Me
- Every Breath You Take
- Murder By Numbers
- Roxanne
- Every Little Thing She Does Is Magic
- Can’t Stand Losing You
- Regatta de Blanc
- Next to You
- So Lonely

## Tourdaten
| Nr.                               | Datum               | Stadt               | Land                | Veranstaltungsort                    | Anmerkungen         |
| Leg 1 – Nordamerika               | Leg 1 – Nordamerika | Leg 1 – Nordamerika | Leg 1 – Nordamerika | Leg 1 – Nordamerika                  | Leg 1 – Nordamerika |
| --------------------------------- | ------------------- | ------------------- | ------------------- | ------------------------------------ | ------------------- |
| 1                                 | 23. Juli 1983       | Chicago             | Vereinigte Staaten  | Comiskey Park                        |                     |
| 2                                 | 24. Juli 1983       | St. Louis           | Vereinigte Staaten  | Checkerdome                          |                     |
| 3                                 | 25. Juli 1983       | Indianapolis        | Vereinigte Staaten  | Market Square Arena                  |                     |
| 4                                 | 28. Juli 1983       | Detroit             | Vereinigte Staaten  | Joe Louis Arena                      |                     |
| 5                                 | 29. Juli 1983       | Detroit             | Vereinigte Staaten  | Joe Louis Arena                      |                     |
| 6                                 | 30. Juli 1983       | Richfield           | Vereinigte Staaten  | Coliseum                             |                     |
| 7                                 | 2. August 1983      | Montréal            | Kanada              | Le Spectrum                          |                     |
| 8                                 | 3. August 1983      | Montréal            | Kanada              | Stade Olympique                      |                     |
| 9                                 | 5. August 1983      | Toronto             | Kanada              | Exhibition Stadium                   |                     |
| 10                                | 7. August 1983      | Rochester           | Vereinigte Staaten  | Holleder Memorial Stadium            |                     |
| 11                                | 8. August 1983      | Pittsburgh          | Vereinigte Staaten  | Civic Arena                          |                     |
| 12                                | 10. August 1983     | Foxborough          | Vereinigte Staaten  | Sullivan Stadium                     |                     |
| 13                                | 12. August 1983     | Hartford            | Vereinigte Staaten  | Civic Center                         |                     |
| 14                                | 13. August 1983     | Hartford            | Vereinigte Staaten  | Civic Center                         |                     |
| 15                                | 15. August 1983     | Norfolk             | Vereinigte Staaten  | Scope Arena                          |                     |
| 16                                | 18. August 1983     | New York City       | Vereinigte Staaten  | Shea Stadium                         |                     |
| 17                                | 20. August 1983     | Philadelphia        | Vereinigte Staaten  | John F. Kennedy Stadium              |                     |
| 18                                | 21. August 1983     | Landover            | Vereinigte Staaten  | Capital Center                       |                     |
| 19                                | 22. August 1983     | Landover            | Vereinigte Staaten  | Capital Center                       |                     |
| 20                                | 24. August 1983     | Bloomington         | Vereinigte Staaten  | Met Center                           |                     |
| 21                                | 25. August 1983     | Bloomington         | Vereinigte Staaten  | Met Center                           |                     |
| 22                                | 27. August 1983     | Winnipeg            | Kanada              | Winnipeg Arena                       |                     |
| 23                                | 29. August 1983     | Edmonton            | Kanada              | Northlands Coliseum                  |                     |
| 24                                | 31. August 1983     | Vancouver           | Kanada              | Pacific Coliseum                     |                     |
| 25                                | 1. September 1983   | Tacoma              | Vereinigte Staaten  | Tacoma Dome                          |                     |
| 26                                | 3. September 1983   | Portland            | Vereinigte Staaten  | Memorial Coliseum                    |                     |
| 27                                | 5. September 1983   | San Diego           | Vereinigte Staaten  | Aztec Bowl                           |                     |
| 28                                | 6. September 1983   | Inglewood           | Vereinigte Staaten  | Hollywood Park Racetrack             |                     |
| 29                                | 8. September 1983   | Phoenix             | Vereinigte Staaten  | Municipal Stadium                    |                     |
| 30                                | 10. September 1983  | Oakland             | Vereinigte Staaten  | Oakland–Alameda County Coliseum      | Day on the Green    |
| 31                                | 11. September 1983  | Fresno              | Vereinigte Staaten  | Ratcliffe Stadium                    |                     |
| Leg 2 – Europa                    |                     |                     |                     |                                      |                     |
| 32                                | 17. September 1983  | Augsburg            | Deutschland         | Rosenaustadion                       |                     |
| 33                                | 18. September 1983  | Darmstadt           | Deutschland         | Stadion am Böllenfalltor             |                     |
| 34                                | 20. September 1983  | Dijon               | Frankreich          | Parc des Expositions                 |                     |
| 35                                | 21. September 1983  | Paris               | Frankreich          | Vélodrome de Vincennes               |                     |
| 36                                | 23. September 1983  | Nîmes               | Frankreich          | Les Arènes                           |                     |
| 37                                | 24. September 1983  | Fréjus              | Frankreich          | Les Arènes                           |                     |
| 38                                | 26. September 1983  | Nantes              | Frankreich          | Parc des Expositions de la Beaujoire |                     |
| 39                                | 27. September 1983  | Toulouse            | Frankreich          | Palais des Sports                    |                     |
| 40                                | 30. September 1983  | Madrid              | Spanien             | Estadio Román Valero                 |                     |
| 41                                | 1. Oktober 1983     | Barcelona           | Spanien             | Camp Municipal Narcís Sala           |                     |
| 42                                | 3. Oktober 1983     | Lyon                | Frankreich          | Palais des Sports de Gerland         |                     |
| 43                                | 4. Oktober 1983     | Rotterdam           | Niederlande         | Sportpaleis Ahoy’                    |                     |
| 44                                | 6. Oktober 1983     | Köln                | Deutschland         | Sporthalle                           |                     |
| 45                                | 7. Oktober 1983     | Hamburg             | Deutschland         | Ernst-Merck-Halle                    |                     |
| 46                                | 9. Oktober 1983     | Berlin              | Deutschland         | Eissporthalle an der Jafféstraße     |                     |
| 47                                | 10. Oktober 1983    | Dortmund            | Deutschland         | Westfalenhalle                       |                     |
| 48                                | 13. Oktober 1983    | Brøndby             | Danemark            | Brøndby Stadion                      |                     |
| 49                                | 14. Oktober 1983    | Stockholm           | Schweden            | Johanneshovs Isstadion               |                     |
| Leg 3 – Nordamerika               |                     |                     |                     |                                      |                     |
| 50                                | 28. Oktober 1983    | Miami               | Vereinigte Staaten  | Orange Bowl Stadium                  |                     |
| 51                                | 29. Oktober 1983    | Orlando             | Vereinigte Staaten  | Florida Citrus Bowl                  |                     |
| 52                                | 31. Oktober 1983    | Tallahassee         | Vereinigte Staaten  | Tallahassee-Leon County Civic Center |                     |
| 53                                | 2. November 1983    | Atlanta             | Vereinigte Staaten  | The Omni                             |                     |
| 54                                | 3. November 1983    | Atlanta             | Vereinigte Staaten  | The Omni                             |                     |
| 55                                | 5. November 1983    | Knoxville           | Vereinigte Staaten  | Stokely Athletic Center              |                     |
| 56                                | 6. November 1983    | Lexington           | Vereinigte Staaten  | Rupp Arena                           |                     |
| 57                                | 8. November 1983    | Birmingham          | Vereinigte Staaten  | Birmingham-Jefferson Civic Center    |                     |
| 58                                | 10. November 1983   | Baton Rouge         | Vereinigte Staaten  | LSU Assembly Center                  |                     |
| 59                                | 11. November 1983   | Biloxi              | Vereinigte Staaten  | Mississippi Coast Coliseum           |                     |
| 60                                | 13. November 1983   | Dallas              | Vereinigte Staaten  | Reunion Arena                        |                     |
| 61                                | 14. November 1983   | Dallas              | Vereinigte Staaten  | Reunion Arena                        |                     |
| 62                                | 16. November 1983   | Houston             | Vereinigte Staaten  | The Summit                           |                     |
| 63                                | 17. November 1983   | Houston             | Vereinigte Staaten  | The Summit                           |                     |
| 64                                | 19. November 1983   | Austin              | Vereinigte Staaten  | South Park Meadows                   |                     |
| 65                                | 20. November 1983   | Oklahoma City       | Vereinigte Staaten  | Myriad Convention Center             |                     |
| 66                                | 22. November 1983   | Denver              | Vereinigte Staaten  | McNichols Sports Arena               |                     |
| 67                                | 24. November 1983   | Kansas City         | Vereinigte Staaten  | Kemper Arena                         |                     |
| 68                                | 25. November 1983   | Park City           | Vereinigte Staaten  | Kansas Coliseum                      |                     |
| 69                                | 27. November 1983   | Cedar Falls         | Vereinigte Staaten  | UNI-Dome                             |                     |
| 70                                | 28. November 1983   | Champaign           | Vereinigte Staaten  | UIUC Assembly Hall                   |                     |
| Leg 4 – Europa                    |                     |                     |                     |                                      |                     |
| 71                                | 8. Dezember 1983    | Edinburgh           | Schottland          | Playhouse Theatre                    |                     |
| 72                                | 9. Dezember 1983    | Edinburgh           | Schottland          | Playhouse Theatre                    |                     |
| 73                                | 11. Dezember 1983   | Glasgow             | Schottland          | Apollo Theatre                       |                     |
| 74                                | 12. Dezember 1983   | Blackpool           | England             | Opera House Theatre                  |                     |
| 75                                | 14. Dezember 1983   | Nottingham          | England             | Royal Concert Hall                   |                     |
| 76                                | 15. Dezember 1983   | Leeds               | England             | Queens Hall                          |                     |
| 77                                | 17. Dezember 1983   | St Austell          | England             | Cornwall Coliseum                    |                     |
| 78                                | 18. Dezember 1983   | St Austell          | England             | Cornwall Coliseum                    |                     |
| 79                                | 20. Dezember 1983   | Birmingham          | England             | National Exhibition Centre           |                     |
| 80                                | 21. Dezember 1983   | Birmingham          | England             | National Exhibition Centre           |                     |
| 81                                | 23. Dezember 1983   | Brighton            | England             | Brighton Centre                      |                     |
| 82                                | 24. Dezember 1983   | Brighton            | England             | Brighton Centre                      |                     |
| 83                                | 27. Dezember 1983   | London              | England             | Wembley Arena                        |                     |
| 84                                | 28. Dezember 1983   | London              | England             | Wembley Arena                        |                     |
| 85                                | 30. Dezember 1983   | London              | England             | Wembley Arena                        |                     |
| 86                                | 31. Dezember 1983   | London              | England             | Wembley Arena                        |                     |
| Leg 5 – Nordamerika/Europa        |                     |                     |                     |                                      |                     |
| 87                                | 30. Januar 1984     | Rom                 | Italien             | PalaEUR                              |                     |
| 88                                | 31. Januar 1984     | Rom                 | Italien             | PalaEUR                              |                     |
| 89                                | 4. Februar 1984     | Syracuse            | Vereinigte Staaten  | Carrier Dome                         |                     |
| 90                                | 5. Februar 1984     | Providence          | Vereinigte Staaten  | Civic Center                         |                     |
| 91                                | 7. Februar 1984     | Atlantic City       | Vereinigte Staaten  | Boardwalk Hall                       |                     |
| 92                                | 8. Februar 1984     | Williamsburg        | Vereinigte Staaten  | William and Mary Hall                |                     |
| 93                                | 10. Februar 1984    | Greensboro          | Vereinigte Staaten  | Coliseum                             |                     |
| 94                                | 11. Februar 1984    | Greensboro          | Vereinigte Staaten  | Coliseum                             |                     |
| 95                                | 13. Februar 1984    | Charleston          | Vereinigte Staaten  | Civic Center                         |                     |
| 96                                | 14. Februar 1984    | Cincinnati          | Vereinigte Staaten  | Riverfront Coliseum                  |                     |
| 97                                | 16. Februar 1984    | Memphis             | Vereinigte Staaten  | Mid-South Coliseum                   |                     |
| 98                                | 17. Februar 1984    | Carbondale          | Vereinigte Staaten  | SIU Arena                            |                     |
| 99                                | 19. Februar 1984    | Rosemont            | Vereinigte Staaten  | Rosemont Horizon                     |                     |
| 100                               | 20. Februar 1984    | Milwaukee           | Vereinigte Staaten  | MECCA Arena                          |                     |
| 101                               | 22. Februar 1984    | Buffalo             | Vereinigte Staaten  | Memorial Auditorium                  |                     |
| Leg 6 – Ozeanien/Pazifischer Rand |                     |                     |                     |                                      |                     |
| 102                               | 25. Februar 1984    | ʻAiea               | Vereinigte Staaten  | Aloha Stadium                        |                     |
| 103                               | 29. Februar 1984    | Auckland            | Neuseeland          | Western Springs Stadium              |                     |
| 104                               | 2. März 1984        | Sydney              | Australien          | Showgrounds at Moore Park            |                     |
| 105                               | 4. März 1984        | Melbourne           | Australien          | Royal Melbourne Showgrounds          |                     |

## Band
- Sting: Gesang, Bass, Kontrabass, Oboe, Panflöte
- Andy Summers: Gitarre, Keyboards, Hintergrundgesang
- Stewart Copeland: Schlagzeug, Percussion, Xylophon, Hintergrundgesang
- Michelle Cobb: Hintergrundgesang
- Dolette McDonald: Hintergrundgesang
- Tessa Niles: Hintergrundgesang